# Strigoplus
Strigoplus is een geslacht van spinnen uit de  familie van de Thomisidae (krabspinnen).

## Soorten
- Strigoplus albostriatus Simon, 1885
- Strigoplus bilobus Saha & Raychaudhuri, 2004
- Strigoplus guizhouensis Song, 1990
- Strigoplus moluri Patel, 2003
- Strigoplus netravati Tikader, 1963